# Museo de Arte Contemporáneo de Santa Cruz de la Sierra
El Museo de Arte Contemporáneo es un museo en Santa Cruz de la Sierra (Bolivia). Fue fundado el 14 de marzo de 1991.
Se encuentra ubicado en la esquina de las calles Sucre y Potosí a cuatro cuadras de la Plaza 24 de Septiembre.

## Historia
El museo funciona en una casona de estilo republicano construida alrededor de 1910, conocida como la Casa de los Tres Pavos. La casa fue donada por la familia Frerking Osuna al Gobierno Municipal y en ella se estableció la escuela Neftalí Sandoval. En el edificio funcionó como hospital durante la Guerra del Chaco.
El museo fue creado en 1991 por el entonces ministro de educación Mariano Baptista Gumucio y la Directora de la Casa de la Cultura local.

## Colecciones
Especializado en arte contemporáneo su patrimonio alberga todas las tendencias que forman parte de la plástica nacional, especialmente de la segunda mitad del siglo XX hasta la actualidad, con una colección de más de 300 obras de arte.
Su patrimonio integrado por pinturas, esculturas, dibujos, grabados, refleja las sucesivas generaciones de artistas bolivianos y extranjeros residentes en Bolivia.

## Concursos
A partir de los 90 incorpora las últimas tendencias por medio de los premios de Adquisición de la Bienal de Artes Plásticas y Visuales y del Premio Municipal de Pintura y Escultura. Estos prestigiosos concursos garantizan la actualización del patrimonio de Museo de Arte Contemporáneo.
El museo es un espacio cultural que conserva, exhibe obras de arte e incentiva el gusto por el arte al público en general. Ofrece al visitante el patio de esculturas, un atractivo jardín que permite hacer una pausa en la visita y gozar del arte y la naturaleza. El Museo de Arte Contemporáneo realiza exposiciones temporales, visitas guiadas, charlas y talleres. Organiza también el concurso de jóvenes creadores en la especialidad de artes plásticas y visuales, programas para niños para incentivar el gusto por las artes, y representaciones musicales y teatrales.
El Museo realiza actividades en el marco de la noche de museos, talleres y presentaciones por su carácter de Centro Cultural.